# Calvin Ross Sperling
Calvin Ross Sperling, född 7 februari 1957 i Alexandria, Minnesota, död 20 maj 1995 i Baltimore County, Maryland, var en amerikansk botaniker och forskningsresande.
Sperling växte upp på en mjölkgård i Minnesota och blev filosofie kandidat i botanik vid North Dakota State University 1979. Han blev filosofie magister och filosofie doktor i botanik vid Harvarduniversitetet 1981 respektive 1987.
Han började samla in växter som student, då han samlade in över 5 000 växtkollekter till en undersökning av Minnesotas flora. Under sina studier reste han fyra gånger till Sydamerika och samlade in kollekter. Han arbetade från 1984 även som konsult åt USA:s jordbruksdepartement (USDA), och reste bland annat till Israel och Turkiet för att studera vete. Efter sin examen började Sperling arbeta vid National Plant Germplasm Resources Laboratory i Beltsville, Maryland, där han samordnade över hundra insamlingsresor i USA och utlandet.
Sperling ansågs vara en av USA:s främsta etnobotaniker, och tilldelades 1993 Richard Evans Schultes-priset och 1995 Frank N. Meyer-medaljen. Han dog av cancer vid 38 års ålder, den 20 maj 1995.
Auktorsnamnet Sperling kan användas för Calvin Ross Sperling i samband med ett vetenskapligt namn inom botaniken; se Wikipediaartiklar som länkar till auktorsnamnet.